# Gais (Suíça)
Gais é uma comuna da Suíça, no Cantão Appenzell Exterior, com cerca de 2 819 habitantes. Estende-se por uma área de 21,23 km², de densidade populacional de 133 hab/km². Confina com as seguintes comunas: Altstätten (SG), Appenzello (Appenzell) (AI), Bühler, Eichberg (SG), Rüte (AI), Schlatt-Haslen (AI), Trogen. 
A língua oficial nesta comuna é o Alemão.